# سيدي بلقاسم (أولاد اعزيز 2)
سيدي بلقاسم هو دُوَّار يقع بجماعة مولاي إدريس أغبال، إقليم الخميسات، جهة الرباط سلا القنيطرة في المملكة المغربية. ينتمي الدوّار لمشيخة أولاد اعزيز 2 التي تضم 3 دواوير. يقدر عدد سكانه بـ 10 نسمة حسب الإحصاء الرسمي للسكان والسكنى لسنة 2004.

## روابط خارجية
- البوابة الوطنية للجماعات الترابية نسخة محفوظة 12 مارس 2018 على موقع واي باك مشين.
- المندوبية السامية للتخطيط